# 萧绰
蕭绰（953年—1009年），字燕燕，中國古代遼朝皇后。蕭绰即是在戲劇舞台上為後人所熟知的蕭太后，遼景宗耶律賢的皇后、遼“四朝老臣”北府宰相蕭思温的第三女，歷史上是遼朝非常有才略、有作為的政治家、軍事家。家族原姓拔里氏，拔里氏被耶律阿保機賜姓蕭氏。

## 生平

### 早年與家庭
蕭綽的父親是遼朝北府宰相及駙馬萧思温，母親是燕国公主吕不古也是遼穆宗的姊姊。蕭綽有兩個姊姊，三姊妹年紀差距頗大。長姊胡輦嫁太平王耶律罨撒葛，封為太平王妃，太平王叛亂後，被其夫牽連遭廢黜，稱為夫人。二姊伊勒蘭嫁趙王耶律喜隱，封為趙王妃，后被鸩杀。
萧绰自幼便聪明伶俐，姿色豔美，而且成熟得很早。有一次，父亲萧思温看他的三个女儿扫地，其他女兒草草地就收场了，惟萧绰扫得最为干净，高兴地说：“此女必成大事。”辽景宗继位后，因為蕭思溫擁戴有功，將蕭綽封为贵妃，保宁元年（969年），被封为皇后，時年16歲。
当年生下景宗长女观音女，保宁三年（971年），生下景宗长子隆绪即辽圣宗，又生二子二女，其中二子為耶律隆庆、耶律隆祐，两女為耶律長壽女、耶律延壽女，共生下三子三女，詳見於《辽史》「皇子表」、「公主表」。另据《续资治通鉴长编》，早夭的耶律郑哥可能为萧绰所生第四子。

### 摄国政
当时，因景宗皇帝体弱多病，有时无法上朝。即史载为：“及即位，婴风疾，多不视朝。”因此，处理朝中军政大事，多由皇后萧绰代理。这就是《契丹国志》卷六所记载的“刑赏政事，用兵追讨，皆皇后决之，帝卧床榻间，拱手而已”。保宁八年（975年），辽景宗谕史馆学士：“在书写皇后言论时也应称‘朕’或‘予’。”这表明萧绰可代皇帝行使职权，辽景宗的许多政绩都有萧绰的功劳。
辽乾亨四年（公元982年）九月二十四日，景宗皇帝逝世，他的儿子耶律隆绪即位，即圣宗。萧绰被尊封为皇太后 ，時年30歲。
当时萧绰30岁，圣宗12岁，父萧思温于保宁二年（970年）被害，无嗣，使得萧绰无外戚可以依靠。而诸王宗室二百余人拥兵自重，控制朝廷，对萧绰及圣宗构成了莫大的威胁。她哭着说：“母寡子弱，族属雄强，边防未靖，怎么办啊？”，耶律斜轸、韩德让回答：“只要信任我们，有什么可以忧虑的。”于是让耶律斜轸、韩德让参决大政，并把南面军事委派给耶律休哥。后又让韩德让总管宿卫事，保障圣宗母子的安全。漢人大臣韩德让很得萧绰宠信，官拜北南枢密使、大丞相，封晋王。萧绰和韩德让撤换了一批大臣，并下令诸王不得相互宴请，要求他们无事不出门，并设法解除了他们的兵权。靠这样，圣宗和萧绰的地位才稳定下来。统和元年（983年），圣宗率群臣给萧绰上尊号承天皇太后，時年31歲。
據宋人的史料記載，萧绰幼时曾许配给韩德让，未履行婚約就嫁給景宗。景宗死后，萧绰认为韩德让极有政治才能，决定改嫁韩德让。而当时契丹的风俗也允许如此。她私下对韩德让说：「吾常許嫁子，願諧舊好，則幼主當國，亦汝子也」（江少虞《事實類苑》卷七十七<契丹>,據江少虞的記載,這些內容是路振於宋真宗時出使遼朝所得知的。），后萧绰派人秘密毒杀韩德让的妻子李氏。韩德让则无所顾忌的出入宫闱，出猎听政，两人都在一张桌子上吃饭，并排而坐，晚上则睡在一个帐篷里。圣宗也把韩德让视作自己的父亲来侍奉他。 但這些宋人野史的說法可能是企圖醜化遼國皇太后，以達到毀壞其名聲的目的。
萧绰治国有方，听到好的建议必定采纳，赏罚分明。为了笼络群臣，她给许多大臣加官进爵、或是绘像于景宗乾陵，使群臣尽其忠而效其力。又为了取得人心，她又作了许多平反工作。例如统和元年十二月，下令凡是结案发落而有冤枉者，可以到御史台上诉。统和二年四月、同年六月从朔日至月底、以及次年六月，萧绰都亲自审诀滞狱。后来她又把以前契丹人和汉人发生纠纷时重责汉人，改为契丹人和汉人同罪同罚，调整两族关系，鞏固于燕云十六州。

### 与宋和战
统和四年（986年），宋太宗认为辽圣宗年幼(15歲)而母后(33歲)摄政，再度大举北伐，以收复石敬瑭献给契丹的燕云十六州。正月，宋军兵分三路，东路攻幽州，中路攻蔚州，西路攻云州朔州，其中西路军中有宋朝名将杨业。萧绰命耶律休哥守幽州，耶律斜轸抵御中路及西路宋军，她自己亲率辽圣宗驻扎驼罗口居中策应。起初宋军取得很大进展，攻陷岐沟关、固安、涿州等地，寰州、朔州、应州等地降宋。而萧绰与辽圣宗支援耶律休哥，大败宋大将曹彬所率的东路军，宋军死伤不计其数。七月，又命耶律斜轸对东路和中路宋军反击。由于东路军惨败，宋的北伐其实已经失败，宋太宗下令全线撤退。在撤退途中，辽军俘宋将杨业，后者不降绝食而死。
统和二十二年（1004年）闰九月，萧绰(51歲)以索要周世宗收复的关南地为名，大举伐宋。除了在瀛州遭到抵抗外，辽军势如破竹，十一月就至宋都开封的门户澶渊。宋真宗畏敌，一度欲迁都南方，而后在宰相寇准的坚持下御驾亲征，到达澶渊前线，宋军士气大振。辽大将先锋官南京统军使蕭撻凜在前线察看地形督战时被射中头部，当晚死去。辽军士气受挫，又孤军深入，十分疲惫，加之后方宋军袭击其后路，辽军败局已定。萧绰利用宋真宗急于求和的心态，与宋朝谈判，在軍事上宋朝稍見上風的情況下，达成澶渊之盟，平安撤回。宋朝此後每年需向遼朝繳納白銀十萬兩、帛二十萬匹。

### 晚年
辽统和二十四年（公元1006年），辽圣宗率群臣给萧绰上尊号睿德神略應運啟化承天皇太后。
辽统和二十七年（1009年），萧绰全面交棒于辽圣宗，不再摄政。同年十二月駕崩于行宫，享年五十六岁。並於次年葬乾陵。

## 相关文物
历史学家和考古界目前公认，奉国寺为辽国第六位皇帝——圣宗皇帝耶律隆绪，为缅怀母亲萧绰（字燕燕，人称萧太后）所建。

## 影視形象
- 1985年电视剧《楊家將》：李琳琳飾演
- 1991年电视剧《楊家將》：周賢珍飾演
- 1995年电视剧《契丹萧太后》：慕青飾演
- 1995年电影《大辽太后》：慕青飾演
- 1998年电视剧《穆桂英大破天門陣》：宮雪花飾演
- 2001年电视剧《楊門女將》：戴春榮飾演
- 2006年电视剧《少年楊家將》：張瑞珈飾演
- 2009年电视剧《千秋太后》：沈慧珍飾演
- 2020年电视剧《燕雲台》：唐嫣飾演
- 2021年電視劇《大宋宮詞》：歸亞蕾飾演